# Зюльзинская впадина
Зюльзинская впадина — впадина в средней части Забайкальского края России.

## Расположение
Зюльзинская впадина располагается между Нерчинско-Куэнгинским хребтом (с запада) и его отрогом (с востока). Впадина начинается на юге, в окрестностях села Олинск и протягивается в субмеридиональном направлении до окрестностей села Зюльзя. Протяжённость впадины достигает 20 км при максимальной ширине 9 км.

## Геология
Зюльзинская впадина заполнена осадочными и базальтоидными формациями верхнеюрско-нижнемелового возраста (с залежами бурого угля), которые сверху прикрыты кайнозойскими континентальными отложениями незначительной мощности. Заложение впадины произошло в мезозое, дальнейшее формирование шло в неоген-четвертичное время.
Пониженную часть Зюльзинской впадины занимает река Нерча, урез воды которой составляет 500—510 м. Преобладающими ландшафтами являются степи, лесостепи и приречные луга.